# Phim thảm họa
Phim thảm họa là một thể loại phim có thảm họa sắp xảy ra hoặc đang diễn ra với tư cách chủ đề chính. Những thảm hoạ như vậy bao gồm thiên tai như lụt lội, động đất hoặc va chạm với tiểu hành tinh, tai nạn như đắm tàu hoặc tai nạn máy bay, hoặc thiên tai như đại dịch trên toàn thế giới. Các bộ phim thường có một quá trình xây dựng mâu thuẫn, sau đó tới thiên tai, và đôi khi là hậu quả, thường là từ quan điểm của các nhân vật cụ thể hoặc gia đình của họ hoặc miêu tả các chiến thuật để sống còn của những người khác nhau.
Những bộ phim này thường có sự tham gia của nhiều diễn viên và nhiều cốt truyện, tập trung vào nỗ lực của các nhân vật để tránh né, trốn thoát hay đối phó với thảm hoạ và hậu quả của nó. Thể loại này đã thành công đặc biệt trong những năm 1970 với việc phát hành những bộ phim có tiếng tăm như: Airport (1970), sau đó một thời gian ngắn là  The Poseidon Adventure (1972), Earthquake (1974) và The Towering Inferno (1974).
Các diễn viên nói chung bao gồm các diễn viên quen thuộc. Một khi thảm họa bắt đầu trong phim, nhân vật thường phải đối mặt với những điểm yếu của con người, thường bắt đầu quan hệ tình cảm và hầu như luôn luôn tìm được một kẻ xấu để đổ lỗi. Thể loại này đã được đổi mới trong những năm 1990 với sự hỗ trợ của công nghệ mô phỏng hình ảnh bằng máy tính (CGI) và ngân sách phòng thu lớn cho phép tập trung nhiều hơn vào việc phá hủy, và ít tập trung hơn vào cảm xúc con người, như trong những bộ phim của năm 1998 Armageddon và Deep Impact. Tuy nhiên, các bộ phim thường có một nam anh hùng hoặc nữ anh hùng (Charlton Heston, Steve McQueen, v.v..) được kêu gọi để lãnh đạo cuộc đấu tranh chống lại mối đe dọa này. Trong nhiều trường hợp, các cá nhân "ác quỷ" hoặc "ích kỷ" là những người đầu tiên phải chịu đựng hậu quả của tai họa.

## Thể loại
Sự hồi sinh của các sản phẩm kinh phí lớn thuộc thể loại được hỗ trợ bởi những tiến bộ trong công nghệ CGI trong những năm 1990 bao gồm các bộ phim như Twister, Ngày Độc lập, Đường hầm rực lửa, Đỉnh Dante, Vocaldo, Mưa lớn, Deep Impact và Armageddon. Năm 1997, James Cameron đã sản xuất, kịch bản và đạo diễn một phiên bản của câu chuyện sử thi, Titanic. Bộ phim kết hợp các yếu tố lãng mạn với các hiệu ứng đặc biệt phức tạp và là một thành công lớn, trở thành bộ phim có doanh thu cao nhất (trong mười hai năm) với hơn 2,1 tỷ đô la trên toàn thế giới, và giành được 11 giải Oscar trong đó có Phim hay nhất và Đạo diễn xuất sắc nhất.